# Indianapolis 500 1997

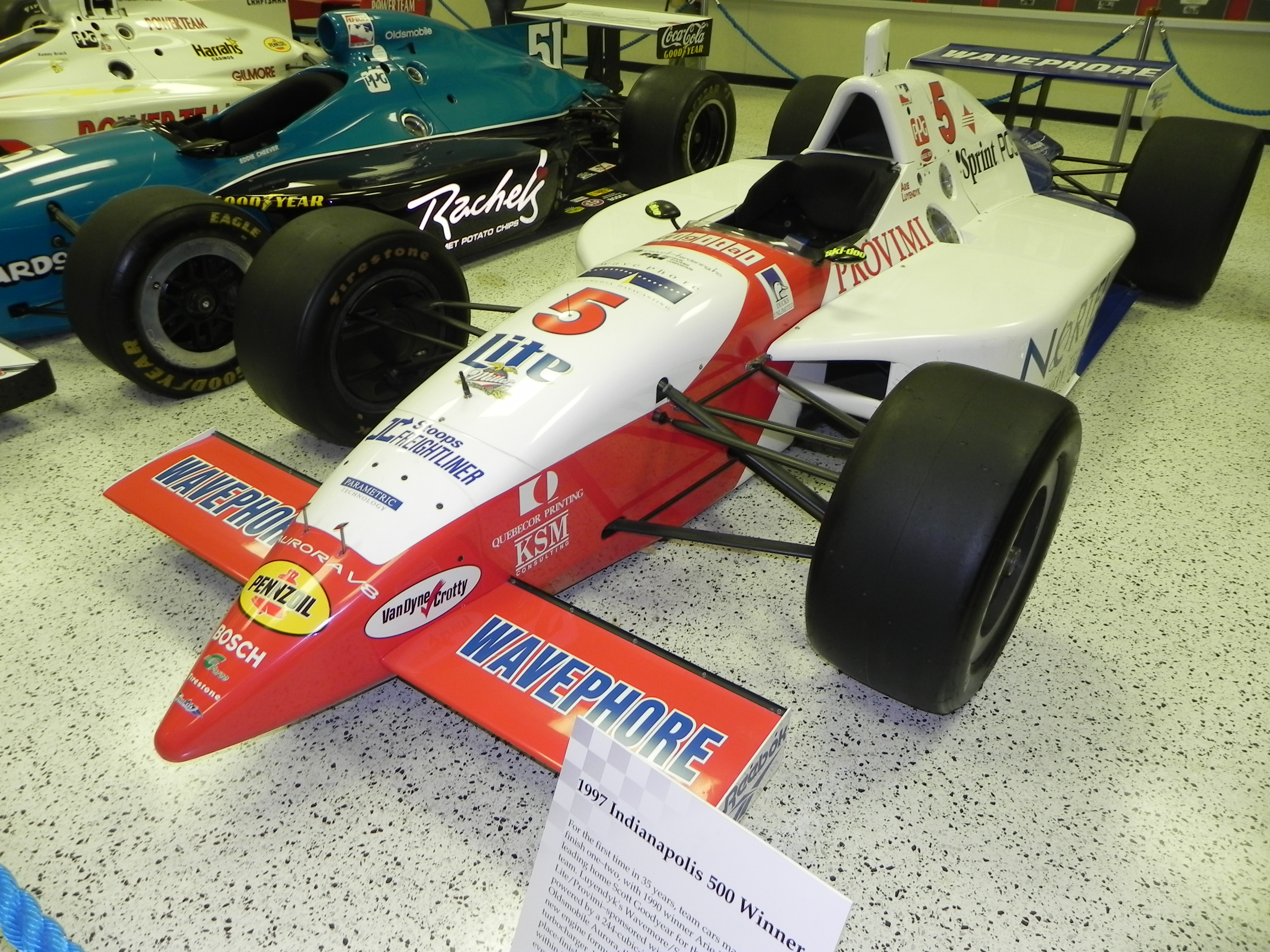
Arie Luyendyks vinnarbil utställd på Indianapolis Motor Speedway Museum.

Indianapolis 500 1997 var ett race som kördes den 27 maj på Indianapolis Motor Speedway. Arie Luyendyk vann tävlingen, som blev uppskjuten två dagar på grund av regn. Luyendyk tog pole position med en fart på 218,263 mph (=351,255 km/h), vilket var mycket långsammare än farterna uppnådda vid 1996, då Luyendyk gjorde ett varv på 236 mph (ung. =380 km/h).

## Resultat
| Plats | Förare              | Team                   | Grid |
| ----- | ------------------- | ---------------------- | ---- |
| 1     | Arie Luyendyk       | Treadway Racing        | 1    |
| 2     | Scott Goodyear      | Treadway Racing        | 5    |
| 3     | Jeff Ward           | Cheever Racing         | 7    |
| 4     | Buddy Lazier        | Hemelgarn Racing       | 10   |
| 5     | Tony Stewart        | Team Menard            | 2    |
| 6     | Davey Hamilton      | A.J. Foyt Enterprises  | 8    |
| 7     | Billy Boat          | A.J. Foyt Enterprises  | 22   |
| 8     | Robbie Buhl         | A.J. Foyt Enterprises  | 4    |
| 9     | Robbie Groff        | McCormack Motorsports  | 21   |
| 10    | Fermín Vélez        | Team Scandia           | 29   |
| 11    | Buzz Calkins        | Bradley Motorsports    | 16   |
| 12    | Mike Groff          | Byrd/Cunningham Racing | 18   |
| 13    | Lyn St. James       | Hemelgarn Racing       | 34   |
| 14    | Steve Kinser        | Sinden Racing Services | 20   |
| bröt  | Dennis Vitolo       | Beck Motorsports       | 28   |
| bröt  | Marco Greco         | Team Scandia           | 27   |
| bröt  | Vincenzo Sospiri    | Team Scandia           | 3    |
| bröt  | Johnny Unser        | Hemelgarn Racing       | 35   |
| bröt  | Tyce Carlson        | PDM Racing             | 26   |
| bröt  | Paul Durant         | A.J. Foyt Enterprises  | 33   |
| bröt  | Billy Roe           | EuroInternational      | 24   |
| bröt  | Eddie Cheever       | Cheever Racing         | 11   |
| bröt  | Eliseo Salazar      | Team Scandia           | 9    |
| bröt  | Greg Ray            | Knapp Motorsports      | 30   |
| bröt  | Jim Guthrie         | Team Blueprint Racing  | 6    |
| bröt  | Roberto Guerrero    | Pagan Racing           | 19   |
| bröt  | Mark Dismore        | PDM Racing             | 25   |
| bröt  | Robby Gordon        | Team SABCO             | 12   |
| bröt  | Claude Bourbonnais  | Team Blueprint Racing  | 32   |
| bröt  | Stéphane Grégoire   | Chastain Motorsports   | 13   |
| bröt  | Affonso Giaffone    | Chitwood Motorsports   | 14   |
| bröt  | Kenny Bräck         | Galles Racing          | 15   |
| bröt  | Sam Schmidt         | Team Blueprint Racing  | 23   |
| bröt  | Alessandro Zampedri | Team Scandia           | 31   |

Följande förare missade att kvala in
- Scott Harrington
- Scott Sharp (skadad)
- John Paul Jr. (skadad)